# 山口县旗
山口县旗（日语：／ Yamaguchi ken ki）是日本的47面都道府县旗之一。该条目是对山口县旗以及山口县章（日语：／）的解说。

## 概要
县章、县旗是在1962年为了纪念山口县制90周年时于同一年9月3日制定。由汉字“山”“口”与象征县民团结、飞跃的圆形太阳组成的向上飞行的飞鸟的样子，传达出山口是人才辈出的雄县的含义。